# رافائلا باراکی
رافائلا باراکی (ایتالیایی: Raffaella Baracchi؛ زادهٔ ۲۵ مارس ۱۹۶۴) بازیگر و مدل اهل ایتالیا است. وی برنده رقابت‌های «دوشیزه ایتالیا» شد.
از فیلم‌ها یا برنامه‌های تلویزیونی که وی در آن نقش داشته‌است می‌توان به بربرها و اسنک بار بوداپست اشاره کرد.